# Solpugema coquinae
Solpugema coquinae är en spindeldjursart som först beskrevs av Hewitt 1914.  Solpugema coquinae ingår i släktet Solpugema och familjen Solpugidae.

## Underarter
Arten delas in i följande underarter:
- S. c. coquinae
- S. c. orangica